# Самјуел де Шамплен
Самјуел де Шамплен (фр. Samuel de Champlain; Ир Бруаж или Ла Рошел, 13. август 1574 — Квебек, 25. септембар 1635) је био француски морепловац, картограф, војник, истраживач, географ, етнолог и хроничар. Основао је Нову Француску и град Квебек 3. јула 1608. Шамплен је направио прву тачну мапу обале и помогао оснивању насеља.
Шамплен је рођен у породици помораца. Још као младић је започео са истраживањем Северне Америке 1603. године под вођством Франсое Грава Ди Пона. Од 1604. до 1607. године Шамплен је учествовоао у истраживању и оснивању Порт Ројала у Акадији, прве сталне сталне европске насеобине северно од Флориде. Онда је 1608. године основао француску насеобину која је постала данашњи град Квебек. 1609. године је водио експедицију дуж реке Ришеље и истражио дугачко и уско језеро у данашњем Вермонту и Њујорку, које је назвао по себи пошто је био први Европљанин који га је уцртао на мапу и описао. Шамплен је био први Европљанин који је истраживао и описао Велика језера и објавио је мапе својјих путовања и белешке о томе шта је сазнао од домородава и Француза који су живели међу домороцима. Успоставио је односе са локалним племеном Ину а касније и са другима даље на запад (дуж реке Отаве, језера Ниписинг и залива Џорџијан), са Алгонквинима и Хјуронима и обећао помоћ у њиховом рату против Ирокеза.
Краљ Луј XIII је 1620. године наредио Шамплену да прекине истраживања, да се врати у Квебек и да се посвети управљању новом земљом. Шамплен је де факто био гувернер Нове Француске, пошто то звање није могао да добије званично због свог скромног порекла. Шамплен је основао трговачка друштва које су слале робу, претежено крзно, у Француску и надгледао је развој Нове Француске у долини реке Сен Лорен све до своје смрти 1635.
Шамплен је упамћен као отац Нове Француске и Акадије и многа места, улице и грађевине у североисточним деловима Северне Америке носе његова имена или имају споменике у његову част.